# یوجی تاکادا (کشتی‌گیر)
یوجی تاکادا (انگلیسی: Yuji Takada؛ زادهٔ ۱۰ آوریل ۱۹۴۴) کشتی‌گیر آزاد اهل ژاپن است.
وی در مسابقات کشوری و بین‌المللی در مجموع برندهٔ ۶ مدال طلا، ۱ مدال نقره، ۲ مدال برنز شده‌است.